# 中華民國—瑞士關係
中華民國與瑞士聯邦於1913—1950年有官方外交關係，斷交直至1970年代後，在對方首都互設具大使館功能的代表機構。

## 政治

### 外交
1913年10月8日，瑞士外交承認中華民國。
1918年6月13日，建立公使級外交關係。

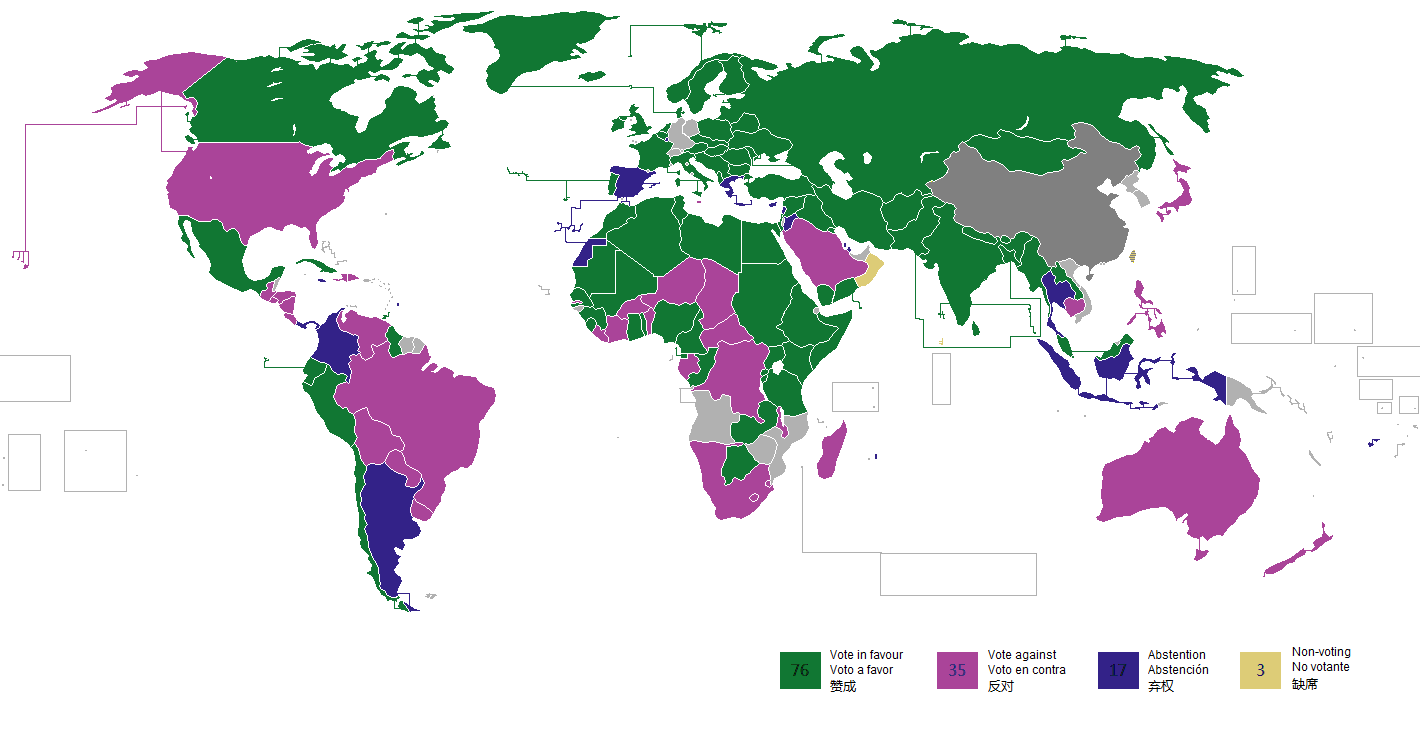
灰色國家表示非聯合國會員國，瑞士當時尚未加入，因此不能對中華民國續留聯合國一案參與投票，即《聯合國大會2758號決議》。

1919年1月，於首都伯恩設立中華民國駐瑞士聯邦公使館，並派駐公使。
1933年，於首都南京設立瑞士聯邦駐中華民國公使館，派駐臨時代办，由駐滬總領事兼任。
中國抗日戰爭爆發後，两名瑞士传教士遭到日軍飞机轰炸而喪生；当时的瑞士駐广州名誉领事受英、美、荷兰等国家所托，負責保障这些国家在广州的侨民的利益。
1946年，瑞士派駐專任公使，但僅此一任，其後皆由臨時代辦使事。
1949年，中華民國政府遷台後，兩國維持短暫的邦交關係。
1950年1月20日，中華民國與瑞士斷交、關閉大使館。
1999年9月21日，台灣發生大地震，瑞士派出40人的搜救隊抵台救災。
2007年5月22日，瑞士國會下議院通過具拘束性的友台議案，要求聯邦政府支持將台灣納入全球衛生政策之中。
2020年4月1日，對於2019冠状病毒病疫情在全球擴散，中華民國總統蔡英文宣布捐贈1,000萬片口罩給疫情嚴重的國家。外交部指出，其中700萬片給瑞士與英國以及欧洲联盟成员国、300萬片給美國、100萬片給中華民國的邦交國。伯恩市長葛拉費瑞拍攝影片感謝台灣捐贈50萬片口罩給瑞士。
2021年9月14日，瑞士國會下議院以129票贊成、43票反對及5票棄權的投票結果通過了具拘束性的「改善與台灣關係」友台議案，將請聯邦委員會報告在商業、政治、科學及文化領域上與台灣逐步深化關係的方式。
2023年5月2日，瑞士聯邦國會下議院以97票贊成、87票反對通過「加強下議院與（台灣）立法院關係」友台議案，責成下議院主席團辦公室加強該院與台灣立法院的關係。有助於強化民主、促進和平與該地區穩定，以及深化瑞士與台灣之間經濟、政治、科學與文化交流。該議案也是首個將「與台灣國會交流」制度化與正常化的歐洲國會；同月，瑞士聯邦政府通過政策報告，指出「瑞士堅持一个中国政策，但認為台灣具有國家特徵，是否承認台灣為國家由各國自由裁量。」

#### 人員互訪（1999年至今）
僅列舉部分名單：
中華民國：總統夫人周美青、總統府資政趙守博、司法院長翁岳生、經濟部長施顏祥、文化部長龍應台、勞動部長潘世偉、審計部審計長蘇振平、經濟部政務次長沈榮津、經濟部常務次長楊偉甫、科技部政務次長謝達斌、教育部常務次長陳益興、衛生署長詹啟賢、葉金川、楊志良、邱文達、衛生福利部長邱文達、蔣丙煌、林奏延、陳時中、國家科學委員會主任委員朱敬一、中央選舉委員會主任委員黃石城、體育委員會主任委員楊忠和、農業委員會主任委員陳保基、僑務委員會委員長張富美、吳英毅、主計處主計長韋端、國際貿易局長楊珍妮、中華奧林匹克委員會主席蔡辰威、台北市長馬英九。
瑞士：前聯邦委員會委員與聯邦總統顧胥班、奧奇、經濟教育暨研究部次長德拉布朗喬（Mauro Dell'Ambrogio）、經濟教育暨研究部雙邊經貿關係司長馬丁（Eric Martin）、羅伊（Livia Leu）、能源署長史坦曼（Walter Steinmann）、上議院議長福力克、上議院外交委員會主席福力克、戴維、上議院教育文化暨科學委員會主席朗恩貝格、下議院安全政策委員會主席麥森（Theodosius Maissen）、恩各貝格、日內瓦邦議會副議長伯帝（Jacques Baudit）、佛馬（Jean-Marie Voumard）、伯恩市長沙帕特、日內瓦國際和平研究協會長史徒特（Jean-Pierre Stroot）。

### 代表機構
1973年，中華民國經濟部國際貿易局於瑞士第1大城蘇黎世設立遠東貿易服務中心駐瑞士辦事處；1992年1月1日，更名為臺北貿易辦事處。1979年6月，外交部於第4大城洛桑設立具大使館功能的駐瑞士孫逸仙中心；1990年11月28日，更名為駐瑞士臺北文化經濟代表團；1994年7月28日，遷往聯邦政府所在地伯恩。1997年12月16日，另於第2大城設立駐日內瓦辦事處。2007年10月1日，臺北貿易辦事處併入代表團成為經濟組。
1982年11月20日，瑞士於中華民國首都台北設立類似功能的瑞士商務辦事處。

## 經濟

### 貿易
1911年辛亥革命後，瑞士和中國的經貿關係受制於日本在中國的霸權、以及瑞士對歐洲列強的附庸；這樣的情況一直持續到二戰結束，瑞士和其它歐洲國家放棄了殖民貿易，並將注意力從食品和紡織品貿易轉向手錶和機械貿易。
經濟部國際貿易署於首都伯恩設立駐瑞士代表處經濟組。2002年1月1日，中華民國成為世界貿易組織（WTO）會員，於第2大城日內瓦設立中華民國常駐世界貿易組織代表團（英文：Permanent Mission of the Separate Customs Territory of Taiwan, Penghu, Kinmen and Matsu to the World Trade Organization），常任代表為黃昭元。
| 年分 | 貿易總額      | 貿易總額 | 貿易總額 | 出口至瑞士  | 出口至瑞士 | 出口至瑞士 | 自瑞士進口    | 自瑞士進口 | 自瑞士進口 | 順逆差 |
| 年分 | 金額          | 年增減   | 排名     | 金額        | 年增減     | 排名       | 金額          | 年增減     | 排名       | 順逆差 |
| ---- | ------------- | -------- | -------- | ----------- | ---------- | ---------- | ------------- | ---------- | ---------- | ------ |
| 2017 | 2,103,935,332 | ▲4.5%    | 27       | 533,373,398 | ▲17.1%     | 35         | 1,570,561,934 | ▲0.8%      | 25         | 逆差▼  |
| 2018 | 2,499,312,824 | ▲18.8%   | 28       | 595,509,899 | ▲11.7%     | 35         | 1,903,802,925 | ▲21.2%     | 25         | 逆差▲  |
| 2019 | 2,425,748,215 | ▼2.9%    | 27       | 598,758,575 | ▲0.5%      | 34         | 1,826,989,640 | ▼4.0%      | 24         | 逆差▼  |
| 2020 | 2,775,153,206 | ▲14.4%   | 26       | 538,184,113 | ▼10.1%     | 34         | 2,236,969,093 | ▲22.4%     | 21         | 逆差▲  |
| 2021 | 3,013,919,545 | ▲8.6%    | 28       | 761,242,281 | ▲41.4%     | 33         | 2,252,677,264 | ▲0.7%      | 26         | 逆差▼  |
| 2022 | 3,322,776,282 | ▲10.2%   | 29       | 906,221,215 | ▲19.0%     | 30         | 2,416,555,067 | ▲7.3%      | 27         | 逆差▲  |
| 2023 | 2,833,971,606 | ▼14.7%   | 29       | 725,585,811 | ▼19.9%     | 33         | 2,108,385,795 | ▼12.8%     | 26         | 逆差▼  |
| 2024 | 3,449,043,386 | ▲21.7%   | 28       | 588,935,869 | ▼18.8%     | 37         | 2,860,107,517 | ▲35.7%     | 22         | 逆差▲  |

2023年的兩國貿易項目如下：
出口至瑞士的前10大項目為：集成电路；变压器、靜電式變流器與電感器；電話機（包括智能手机），以及其他傳輸或接收聲音、圖像之有線或无线网络通訊器具；車輛之零件與附件；製造半导体、集成电路與平面顯示器用之機器與器具、零件與附件；黃金；機器腳踏車與腳踏車裝有輔助動力者、邊車；其他塑料製品與特定材料制成品；非動力之兩輪與其他腳踏車；自動資料處理機、磁性或光學閱讀機等。
自瑞士進口的前10大項目為：手表、怀表與其他錶；黃金；外殼為貴金屬或被覆貴金屬之手錶、懷錶與其他錶；人類血液、供醫療用動物血液、抗毒血清、疫苗、毒素、微生物培養物與類似品；貴金屬之膠體物、無機或有机化合物、汞合金；醫藥製劑；物品用栓塞、旋塞、阀與類似用具；整形用具、夾護板與其他接骨用具、助聽器與其他配帶用具或植入體內之其他用具；貴金屬或被覆貴金屬之首飾及其配件；製造半导体、集成电路與平面顯示器用之機器與器具、零件與附件等。

### 投資
根據中華民國經濟部投資審議司統計，截至2023年，臺商對瑞士的總投資金額約4億2,511萬美元，計有32件。主要投資項目為精密機械、機床、醫療器材、資訊科技、运输等約10餘家臺商。在瑞士的臺商有直接設立公司，如華碩、宏碁、上銀科技、長榮海運等，以及透過併購瑞士企業，如台達電子、百略醫學科技、環瑞醫投資控股、友嘉集團子公司PFIFFNER等。併購得以利用瑞士原有公司品牌與行銷管道立即切入當地市場，同時取得公司產業技術；直接設立公司則多為著重行銷產品為主。
根據中華民國經濟部投資審議司統計，截至2023年，瑞士對臺灣的總投資金額約10億6,995萬美元，計有398件。主要投資項目為化學製藥、醫療器材、精密機械、工具機、運輸等。例如诺华、罗氏、羅技、利樂、雀巢（與子公司奈斯派索）、柏泰（Bassard）、瑞士蓮、瑞银集团、德傑集團、大昌華嘉、瑞健醫療（SHL Medical）、喬治費歇爾等。

### 組織
目前已成立瑞士臺灣商工會聯合總會、臺灣旅瑞專業人士協會（Taiwanese Professional Association in Switzerland）、歐洲臺灣生技協會（Europe-Taiwan Biotech Association, ETBA）等。

### 會展
2015年10月，中華民國國際經濟合作協會（國經協會）與瑞士瑞亞商會（Swiss-Asian Chamber of Commerc, SACC）於苏黎世舉辦第1屆「臺瑞（士）經濟合作會議」。2017年11月，國經協會、臺灣生物產業發展協會與瑞士瑞亞商會於蘇黎世舉辦第2屆會議。2021年11月，國經協會與瑞亞商會因2019冠状病毒病疫情影響，透過視訊舉辦第3屆會議。2023年3月，國經協會與瑞士氫能協會（The Swiss Hydrogen Association, Hydropole）於臺北舉辦第4屆會議暨氫能及燃料电池產業商機論壇。
2018年9月，駐瑞士代表處與瑞士瑞亞商會舉辦「臺瑞經貿論壇」。10月，歐洲臺灣生技協會、瑞士生物科技協會（Swiss Biotech Association, SBA）與駐臺灣的瑞士商務辦事處（Trade Office of Swiss Industries, TOSI）舉辦「瑞士臺灣生技領導人論壇」。2021年因疫情影響暫停，2022年舉辦第4屆。

## 協定
| 日期                                                                                             | 簽署 | 備註     |
| ------------------------------------------------------------------------------------------------ | --- | -------- |
| 1946年3月13日                                                                                    | 《中瑞（士）關於瑞士放棄在華領事裁判權及其有關特權換文》                                                                        |          |
| 1989年6月22日                                                                                    | 《臺北國家科學委員會與伯恩瑞士國家科學基金會間科學合作意願書》                                                                  |          |
| 1993年3月18日                                                                                    | 《中國－台灣與瑞士間關於貨品暫准通關國際關稅保證制度機構間議定書》                                                              |          |
| 1995年12月11日                                                                                   | 《台北經濟部中央標準局與伯恩智慧財產局間關於相互承認專利優先權之換函》                                                          |          |
| 1996年11月13日                                                                                   | 《台北原子能委員會放射性物料管理局與瑞士國家放射性廢料處置機構間放射性廢料管理合作協議書》                                      |          |
| 1998年3月23日                                                                                    | 《台北經濟部中央標準局與伯恩聯邦智慧財產局對列支登斯敦大公國領土有關承認新型專利優先權之換函》                                  |          |
| 2002年9月29日                                                                                    | 《經濟部標準檢驗局與瑞士品質保證驗證協會瞭解備忘錄》                                                                            |          |
| 2005年12月1日                                                                                    | 《工業技術研究院與瑞士電子及微技術中心技術合作意願書》                                                                          |          |
| 2007年7月4日                                                                                     | 《台瑞醫療器材技術合作換文》 | [ 註 6 ] |
| 2007年10月8日                                                                                    | 《駐瑞士台北文化經濟代表團與瑞士商務辦事處避免所得稅雙重課稅協定》                                                              | [ 註 7 ] |
| 2011年7月17日                                                                                    | 《財團法人紡織產業綜合研究所與瑞士聯邦材料科技實驗室技術合作備忘錄》 《財團法人紡織產業綜合研究所與瑞士紡織協會技術合作備忘錄》 |          |
| 2015年2月                                                                                        | 《中華民國國際經濟合作協會與瑞士瑞亞商會合作備忘錄》                                                                            |          |
| 2018年1月31日                                                                                    | 《中華民國紡織品國際研發交流協會與瑞士紡織協會合作備忘錄》                                                                      |          |
| 2019年3月5日                                                                                     | 《歐洲臺灣生物科技協會與瑞士生物科技協會合作備忘錄》                                                                            |          |
| 2020年11月13日                                                                                   | 《臺瑞移交受刑人協定》 |          |
| 2010年11月，瑞士聯邦財政部將台灣列入可互惠退還加值型營業稅國家名單，並追溯自2010年7月1日起生效。 | |          |

## 簽證

持中華民國護照的中華民國國民簽證要求分布圖：入境瑞士可以「申根區免簽證」。

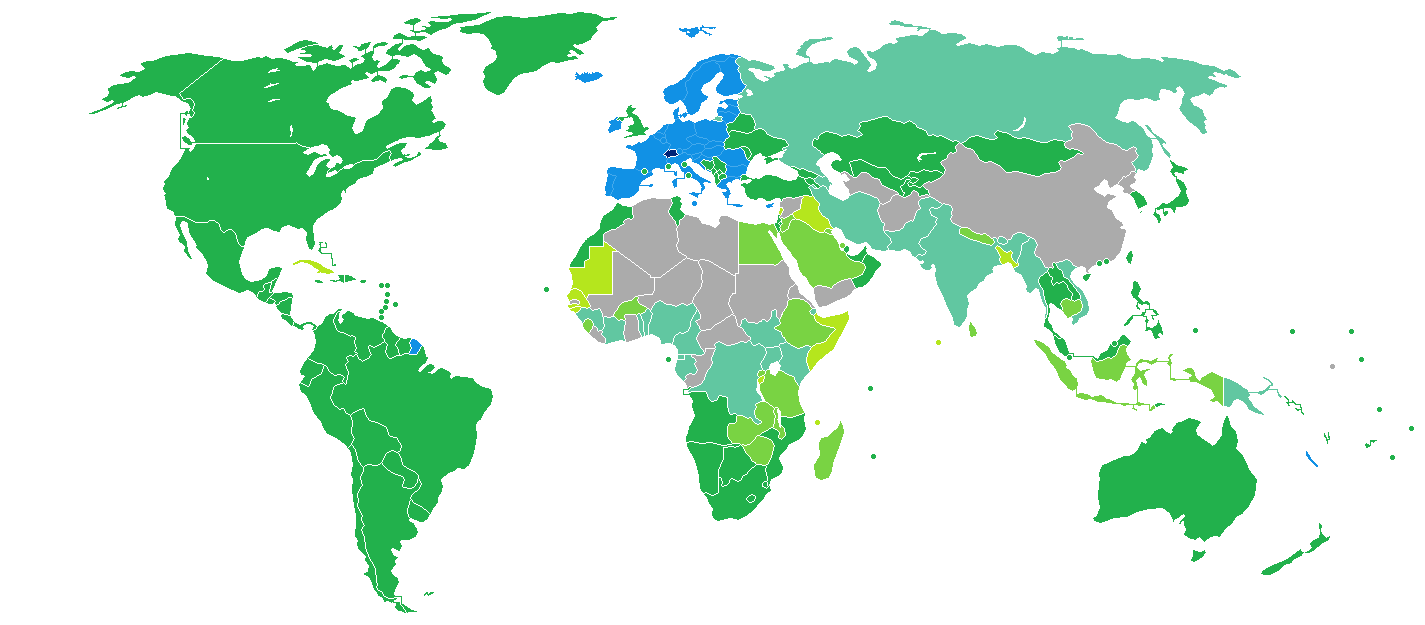
持瑞士護照的瑞士國民簽證要求分布圖：入境中華民國可以免簽證。

瑞士並未加入歐洲聯盟，但有簽署《申根公約》，因此實行與申根區相同的簽證政策。歐洲申根區給予持有載明身分證字號的中華民國護照之中華民國國民可以申根區免簽證入境，停留日數與申根區合併計算，每6個月期間內總計可停留90天。經瑞士轉機至申根區亦可免簽證。
瑞士國民持有瑞士護照者則可用歐洲自由貿易聯盟的身分以免簽證的方式入境中華民國，停留最多90天。

## 交通

### 航空

#### 客運

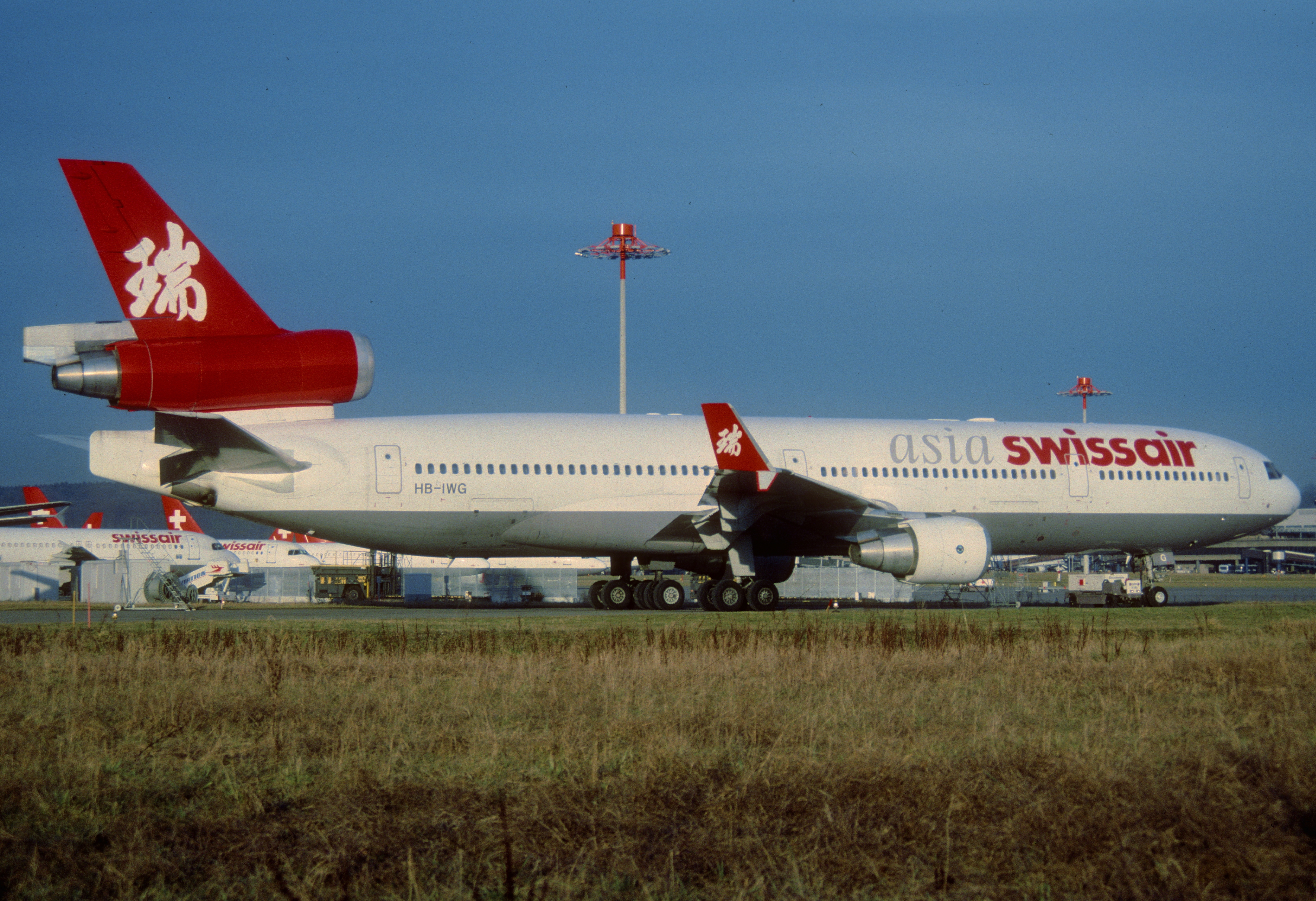
瑞亞航塗裝的MD-11，垂直尾翼為日本書法家坂本早苗題寫的“瑞”字而非瑞士十字（攝於2002年1月）

1995年4月，瑞士航空開闢蘇黎世→曼谷-廊曼→台北-桃園的航線（以其子公司瑞亞航空執飛），但在2001年10月11日因該公司破產而停航，之後新成立的瑞士國際航空則未恢復該航線；1995年7月，中華航空開闢台北桃園→法蘭克福→蘇黎世的航線，完成兩國的雙向直航，但目前也已停航。
兩國無直航班機，可經由（不計航點遠近，截至2023年7月17日）：
- 臺北松山→上海-浦東，再轉機前往瑞士的國際機場（英语：List of airports in Switzerland）。
- 台北桃園→北京-首都、上海-浦東、香港、東京-成田、首爾-仁川、胡志明市（*季節性飛瑞士）、新加坡、曼谷、普吉*、德里[註 8]、杜拜、伊斯坦堡、倫敦、巴黎、羅馬、米蘭、慕尼黑、法蘭克福、阿姆斯特丹、維也納、布拉格、紐約、洛杉磯、芝加哥、舊金山、多倫多、溫哥華*→瑞士。
- 臺中→香港、東京-成田、首爾-仁川、胡志明市*→瑞士。
- 台南→香港、胡志明市*→瑞士。
- 高雄→北京-首都、上海-浦東、香港、東京-成田、首爾-仁川、胡志明市*、新加坡、曼谷→瑞士。
- 花蓮→首爾-仁川（包機飛花蓮）→瑞士。

### 駕車
定居瑞士1年期滿前持有中華民國汽車駕駛執照正本及譯本（經外交部領事事務局驗證），可前往居住地的州政府申請換發瑞士駕駛執照。

## 外部連結
| - 中華民國外交部－瑞士聯邦簡介 （页面存档备份，存于） - 駐瑞士台北文化經濟代表團（Instagram） - 駐日內瓦辦事處（Facebook、Twitter） - 中華民國常駐世界貿易組織代表團（Twitter） - 外交部領事事務局－國外旅遊警示分級表 - 中華民國衛生福利部－國際旅遊疫情建議等級 - 中華民國國際經濟合作協會 （页面存档备份，存于） - STCC瑞士臺灣商工會聯合總會（Facebook） - 瑞士臺灣協會的Facebook專頁 - 瑞士臺灣學生會（Facebook） | - 瑞士聯邦外交部－台灣簡介 - 瑞士商務辦事處（Facebook） - 臺灣瑞士文化交流協會（Facebook） - 歐洲臺灣生技協會 - 瑞士资讯 SWI swissinfo.ch 繁体版 |